# Can Vives de la Cortada
Can Vives de la Cortada és una obra de Sant Iscle de Vallalta (Maresme) protegida com a Bé Cultural d'Interès Local.

## Descripció
Casa de pagès de planta baixa i dues plantes més. S'observen perfectament els carreus de pedra de les obertures i les arcades dels darrers pisos. Coberta a dues aigües. Estructura de tipus basilical amb modificacions posteriors. Finestres gòtiques senzilles. Cos diferent al costat esquerre.

## Història
Aquesta casa es devia deixar cap al 1975, i és probable que quedin uns munts de pedra pels racons. Pel seu abandó era possible entrar al seu interior on es podia apreciar a la cuina un banc-escó.